# Denis Lathoud
Denis Lathoud, född 13 januari 1966 i Lyon, död 21 juni 2025, var en fransk handbollsspelare (vänsternia) och senare tränare inom samma sport.
Han tog OS-brons i herrarnas turnering i samband med de olympiska handbollstävlingarna 1992 i Barcelona.